# Gunnar Carlsson
Gunnar E. Carlsson (Estocolmo, 22 de agosto de 1952) é um matemático estadunidense nascido na Suécia, que trabalha com topologia algébrica. É professor aposentado do Departamento de Matemática da Universidade Stanford.

## Vida
Carlsson nasceu na Suécia e foi educado nos Estados Unidos. Obteve a graduação em 1969 na Redwood High School (Larkspur, California), com um Ph.D. na Universidade Stanford em 1976, orientado por Richard James Milgram. Foi professor assistente na Universidade de Chicago (1976-1978) e professor na Universidade da Califórnia em San Diego (1978–86), Universidade de Princeton (1986-1991), e Universidade Stanford (1991–2015). É co-fundador da Ayasdi.

## Carreira
Foi professor visitante na Universidade de Minnesota. Foi palestrante convidado do Congresso Internacional de Matemáticos em Berkeley (1986).